# Niels Bohr
Niels Henrik David Bohr (Copenhague, 7 de octubre de 1885-Copenhague, 18 de noviembre de 1962) fue un físico danés que contribuyó en la comprensión del átomo y la mecánica cuántica. Fue galardonado con el Premio Nobel de Física en 1922.

## Biografía
Toda frase que yo emita habrá de ser considerada por ustedes no como una aseveración, sino como una pregunta.
(Palabras con las que Niels Bohr solía iniciar sus seminarios)

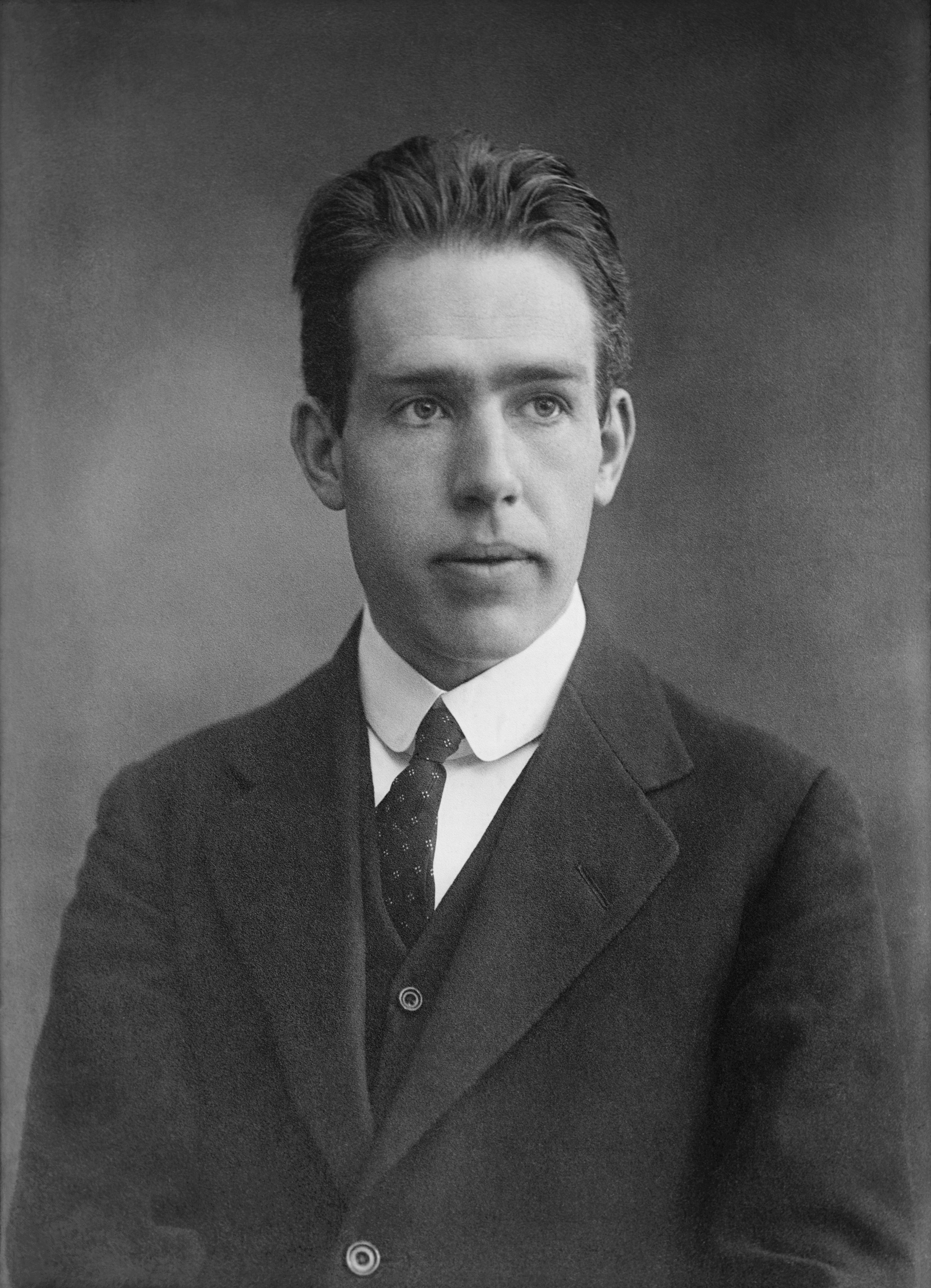
Bohr joven.

Nació en Copenhague, hijo de Christian Bohr, un devoto luterano y catedrático de fisiología en la universidad de la ciudad, y Ellen Adler, miembro de una adinerada familia judía de gran importancia en la banca danesa y en los «círculos del Parlamento». Tras doctorarse en la Universidad de Copenhague en 1911, e intentar la ampliación de estudios en el Cavendish Laboratory de Cambridge con el físico Joseph John Thomson, descubridor del electrón (el tema de la tesis doctoral de Bohr) y 
ganador del premio Nobel en 1906, quien no mostró un gran interés en el joven Bohr, completó sus estudios en Mánchester, teniendo como maestro a Ernest Rutherford, con el que estableció una duradera relación científica y amistosa.
En 1916, Niels Bohr comenzó a ejercer como profesor de física teórica en la Universidad de Copenhague, consiguiendo los fondos para crear el Instituto Nórdico de Física Teórica, que dirigió desde 1920 hasta su fallecimiento.
En 1943, con la Segunda Guerra Mundial en pleno apogeo, Bohr escapó a Suecia para evitar su arresto por parte de la policía alemana, viajando posteriormente a Londres. Una vez a salvo, apoyó los intentos angloamericanos para desarrollar armas atómicas, en la creencia de que la bomba alemana era inminente, y trabajó para ello en el Proyecto Manhattan de Los Álamos, Nuevo México (EE. UU.).
Después de la guerra, abogando por los usos pacíficos de la energía nuclear, retornó a Copenhague, ciudad en la que residió hasta su fallecimiento en 1962.
Su hermano menor, Harald Bohr, fue igualmente un reconocido matemático, además de futbolista olímpico, y los dos hermanos jugaron juntos en el Akademisk Boldklub, en el que Niels Bohr fue portero.
El hijo de Niels, Aage Niels Bohr, se formó en el instituto que dirigía su padre, le sustituyó en la dirección y obtuvo igualmente el premio Nobel de Física, en 1975.

## Investigaciones científicas

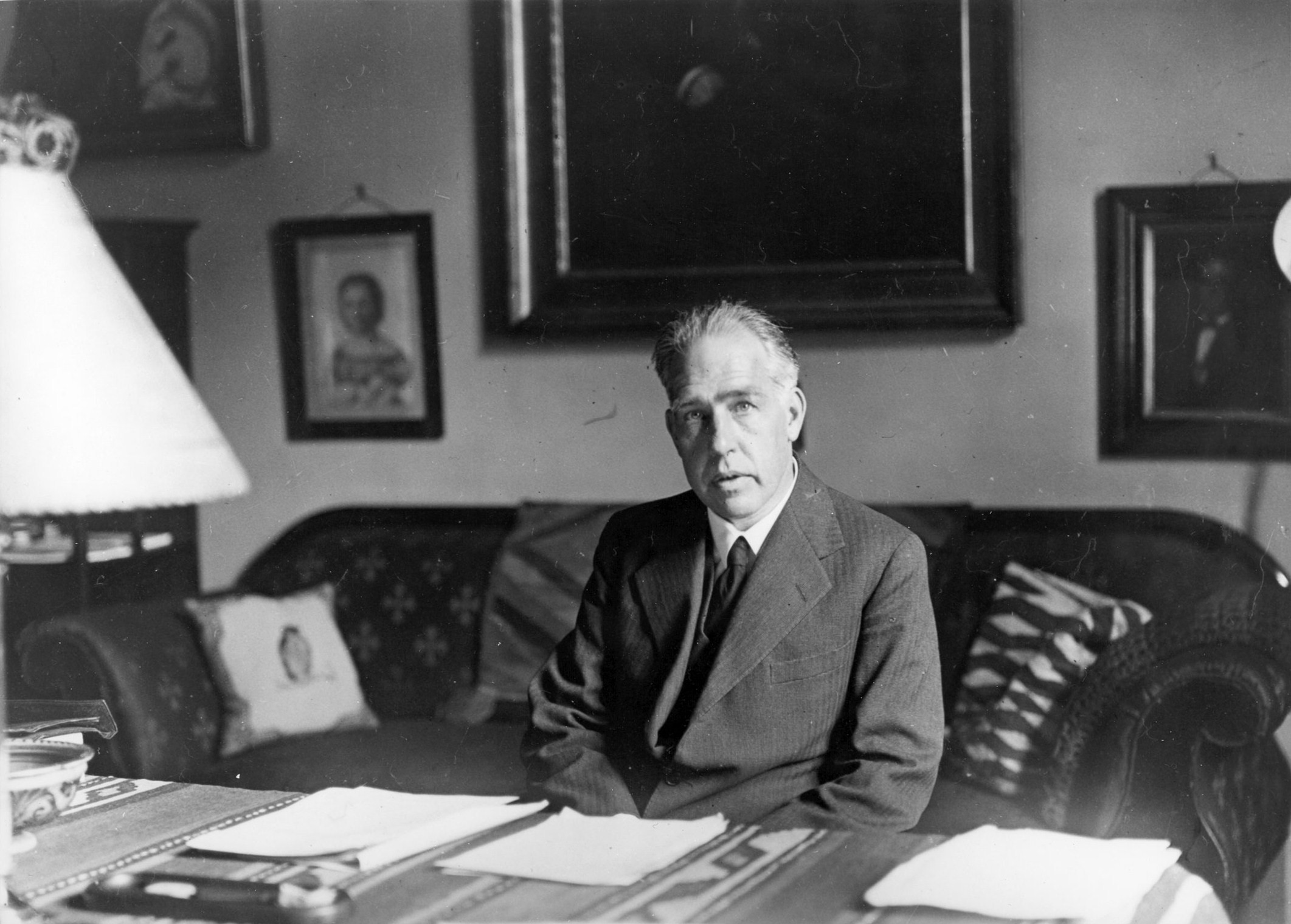
Bohr en 1935.

Basándose en las teorías de Ernest Rutherford (átomo de Rutherford) publicó su propio modelo atómico (modelo atómico de Bohr) en 1913, introduciendo la teoría de las órbitas cuantificadas, que en la teoría mecánica cuántica consiste en las características que, en torno al núcleo atómico, el número de electrones en cada órbita aumenta desde el interior hacia el exterior.
En su modelo, además, los electrones podían caer (pasar de una órbita a otra) desde un orbital exterior a otro interior, emitiendo un fotón de energía discreta, hecho sobre el que se sustenta la mecánica cuántica.
En 1922 recibió el Premio Nobel de Física por sus trabajos sobre la estructura atómica y la radiación. Numerosos físicos, basándose en este principio, concluyeron que la luz presentaba una dualidad onda-partícula mostrando propiedades mutuamente excluyentes según el caso.
En 1933 Bohr propuso la hipótesis de la gota líquida, teoría que permitía explicar las desintegraciones nucleares y en concreto la gran capacidad de fisión del isótopo de uranio 235.

## Debates con Einstein
Para este nuevo principio cuántico, Bohr encontró además implicaciones filosóficas que le sirvieron de justificación. No obstante, el nuevo conceptualismo de la realidad de la física cuántica (Bohr, Max Born y otros) no era compartido por Albert Einstein, cuyo criterio estaba más próximo al racionalismo de la mecánica clásica, sin descartar los fenómenos físicos empíricos de cualquier naturaleza. Son célebres sus frases críticas dirigidas a la entonces «advenediza» mecánica cuántica:

«Dios no juega a los dados con el Universo» (...) «a mí me gusta pensar que la Luna aún sigue ahí, aunque no la mire» (...) «esta es una espeluznante acción a distancia» (...)

- Einstein era reacio a las interpretaciones física, filosófica y teológica que Bohr hacía derivar de los principios de la nueva mecánica, y a ciertos aspectos inherentes a la mecánica cuántica, que evocan o sugieren que la materia ordenada se deriva de un estado previo subyacente en el cual la materia está en permanente desorden o regida por el azar (tesis que, por otro lado, ya propuso en su momento el filósofo presocrático Demócrito, precisamente el creador del término átomo), y que a esta escala solo sigue leyes de probabilidad, lo que llevaría a pensar que todo el universo se fundamenta en el azar desde su nivel atómico o subatómico.
- La segunda frase hace alusión al hecho de que el estado o comportamiento de la materia sea la consecuencia directa del mero hecho de observarla. Esto último dio lugar a la célebre paradoja del gato de Schrödinger, según la cual el animal, introducido en una caja y cuya vida depende del movimiento de un quantum, estaría vivo y muerto al mismo tiempo, hasta que un observador abriera la caja, momento en el que se decide la suerte o el estado del felino.
- La última, relacionada con la anterior, se refiere al fenómeno titulado «acción fantasmal a distancia», crítica que se hizo sobre la realidad del concepto del entrelazamiento cuántico; para argumentar su discrepancia, propuso otro experimento lógico que podría titularse los pares predeterminados de Einstein, o «un par de guantes».

A todo esto, se dice que Bohr respondía:

«Deja de decirle a Dios cómo usar sus dados.»

### Los pares indeterminables de Bohr frente a los pares predeterminados de Einstein
Dos observadores (Bohr y Einstein) aceptan la proposición lógico-experimental de este último como analogía válida para dirimir sus diferentes criterios. Un ayudante (empaquetador) pasa a una estancia contigua, toma un par de guantes y los empaqueta por separado, uno en cada paquete, por lo que el empaquetador determina, y es el único que sabe con certeza qué guante pone en cada paquete. Seguidamente pasa a una segunda estancia contigua, y entrega ambos paquetes a otro ayudante, cuya tarea es enviar uno de ellos por correo al polo norte; este segundo ayudante, al igual que los observadores, también desconoce en qué paquete está cada guante, introduciendo su indeterminismo circunstancial o factor de probabilidad en el experimento. Una vez hecho esto, este ayudante o (remitente) entrega el paquete que no ha enviado, a los observadores de la primera estancia.
Estos lo abren, observan y constatan que es el guante izquierdo:
- Einstein exclama: El guante que se ha enviado al polo norte es el derecho, lo sabemos instantáneamente y el guante ya era, siempre fue, el derecho, porque esto ya estaba o había sido predeterminado por el empaquetador.
- Pero Bohr concluye: El guante estaba en un estado indeterminado e indeterminable hasta que hemos abierto el paquete, porque hasta ese instante determinista, no teníamos la certeza y existía, matemáticamente, un 50 % de probabilidad de que fuera el derecho o el izquierdo, solo al abrirlo hemos tenido esa certeza, ergo hasta entonces era «derecho e izquierdo al mismo tiempo» pues estaba en un estado de «probabilidad equivalente» establecida por el remitente que es realmente quien ha tomado la decisión última y que ahora observamos.

En realidad, el concepto de Bohr de que "era derecho e izquierdo al mismo tiempo", significa que si debemos tener en cuenta el hecho de que sea derecho o izquierdo para algo importante (como para hacer un cálculo matemático), mientras no hayamos abierto la caja, debemos considerar al 50 % la posibilidad de que sea izquierdo y al 50 % de que sea derecho, para poder hacer el cálculo correcto, y esto es importante especialmente si nunca nos va a ser posible abrir la caja y determinar cuál era.

### Extrapolación de los criterios de Bohr contra los de Einstein a la física cuántica

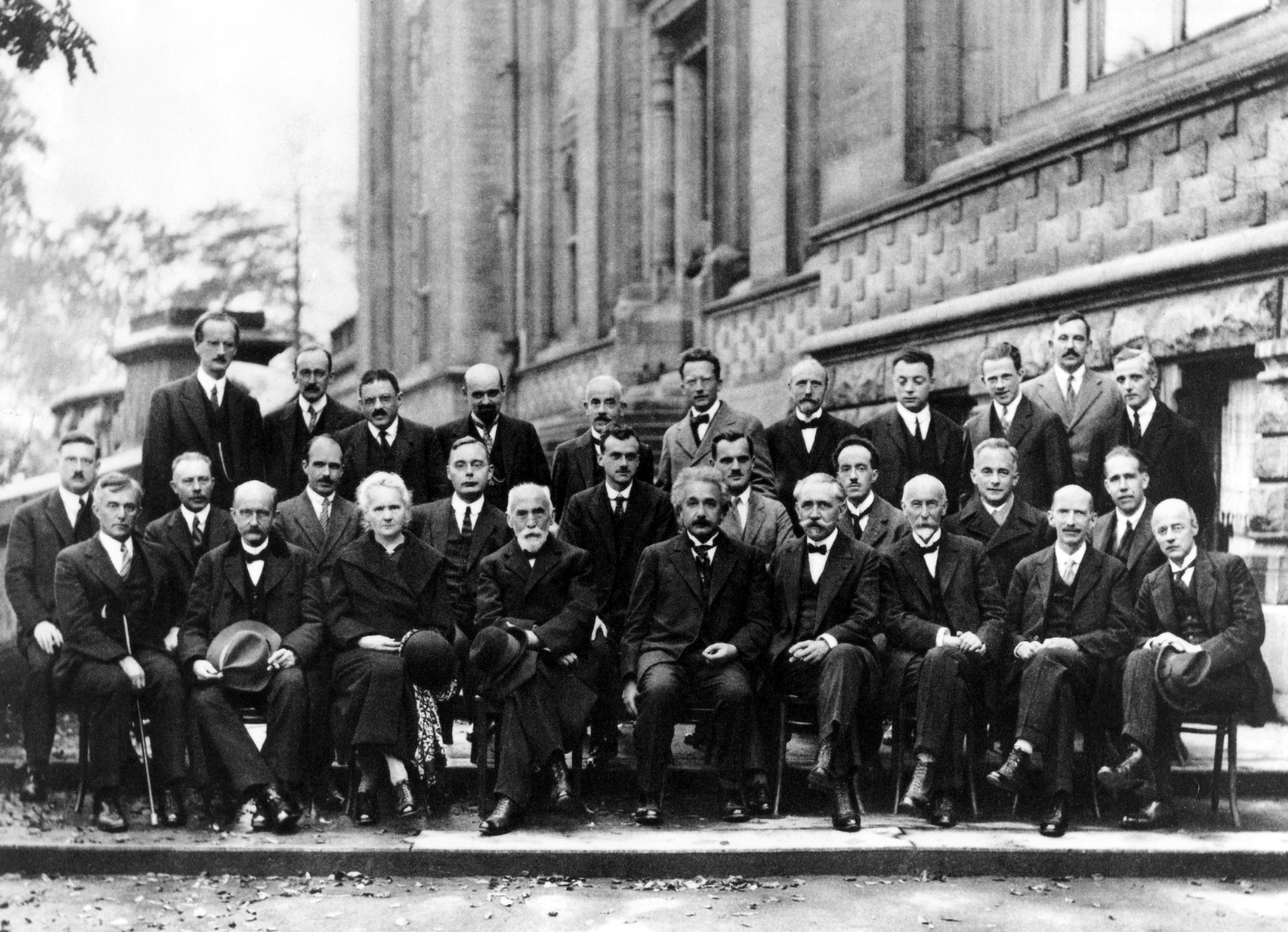
Conferencia Solvay de 1927. Niels Bohr se encuentra situado en la segunda fila, el primero por la derecha. Entre los participantes destacan Auguste Piccard, Albert Einstein, Marie Curie, Erwin Schrödinger, Wolfgang Pauli, Werner Heisenberg, Paul Dirac, Louis de Broglie y Max Planck.

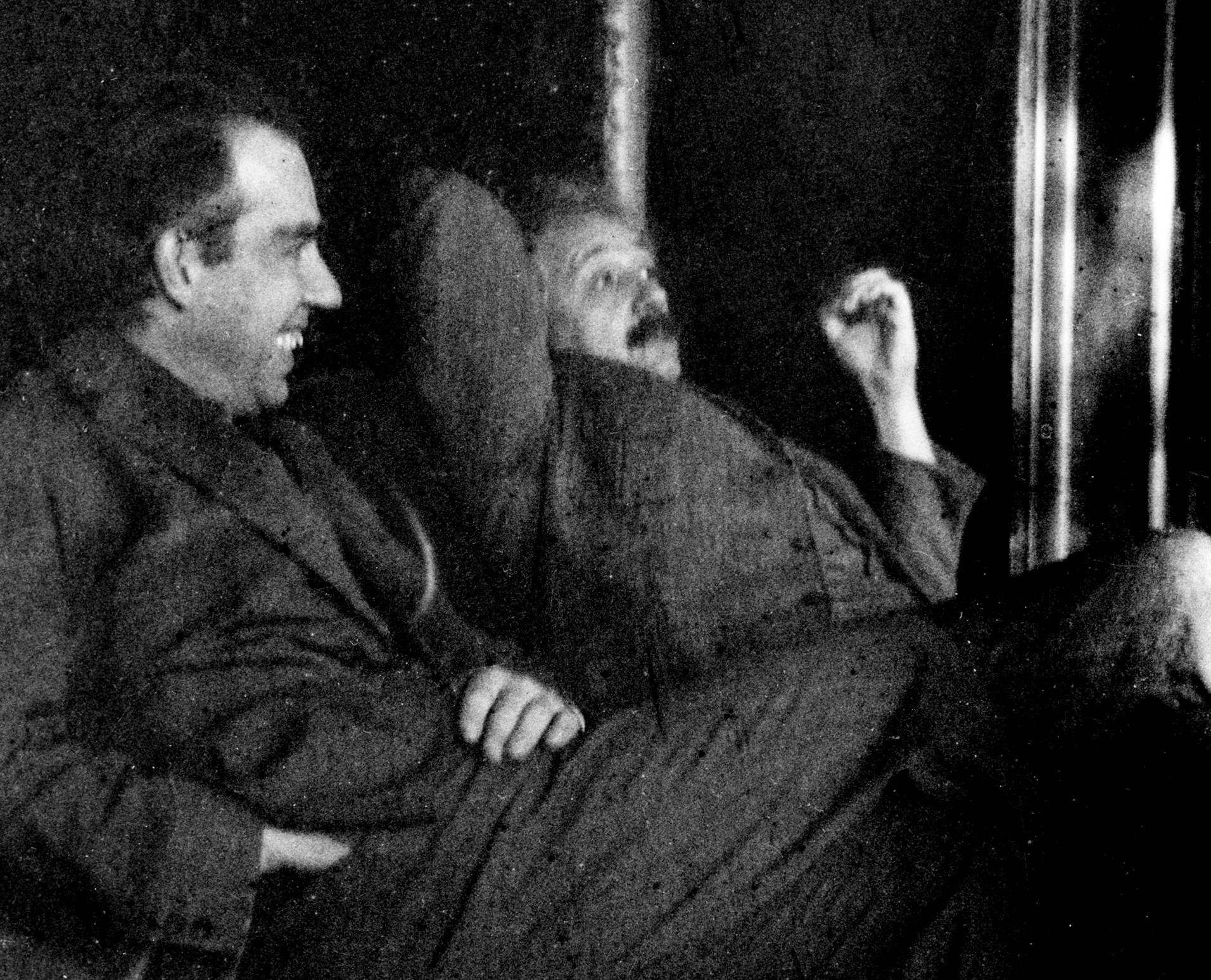
Niels Bohr y Albert Einstein debatiendo la teoría cuántica en casa de Paul Ehrenfest en Leiden (diciembre de 1925).

Bohr sostuvo con Einstein un debate respecto a la validez o invalidez de las leyes de la Relatividad en el mundo subatómico de la Física Cuántica. Einstein decía que el universo material era "local y real", donde lo local apuntaba a que nada puede superar la velocidad de la luz, mientras que lo real apunta a que las cosas existen en una sola forma definida en un tiempo y espacio determinado. Bohr por su parte apelaba a la "función de onda" de las partículas subatómicas y al estado de "superposición" que pueden presentar estas. Por ejemplo dos electrones podían estar en dos estados opuestos y extremadamente alejados a la vez y lo que ocurre con uno en determinado punto del universo, es experimentado por el otro al otro extremo del universo. Esto podía ser producto de una de dos alternativas: a) las partículas subatómicas en dos puntos alejados del universo se envían información sobre sus estados a velocidades superiores a la de la luz con lo cual la superposición se explicaría por la presencia de más de un electrón que se comunican en distintos puntos del universo (esta explicación no atentaba con que las cosas fueran reales, mas no permitía que fuesen locales, dado que existiría una velocidad de comunicación mayor que la de la luz). La otra alternativa nos decía: b) las partículas subatómicas pueden existir en dos o más estados a la vez. Estas se mantienen bajo la forma de probabilidades de manifestación en estados precisos, mas no se manifiestan en uno de estos hasta el momento en que son objeto de un estímulo determinado: la observación, y es solo después del acto de observación en que encontramos a la partícula en una coordenada específica de espacio y tiempo. Aquí lo que se atenta es la realidad misma, o el hecho de que en el mundo subatómico las cosas sean reales y se presenten en un estado específico en un tiempo-espacio preciso. En resumen, la postura de Bohr y de la Física Cuántica es que en el mundo subatómico, las cosas no pueden ser reales y locales a la vez.
Fue durante el desarrollo de este debate cuando se esgrimió la frase tan célebre por parte de Einstein: «Dios no juega a los dados». De dicha frase hay registros confiables, lo cual no ocurre con un supuesto contrargumento por parte de Bohr hacia Einstein en el mismo debate, según el cual dijo: "¡Einstein, deja de decirle a Dios qué hacer con sus dados!".

## Exilio forzoso

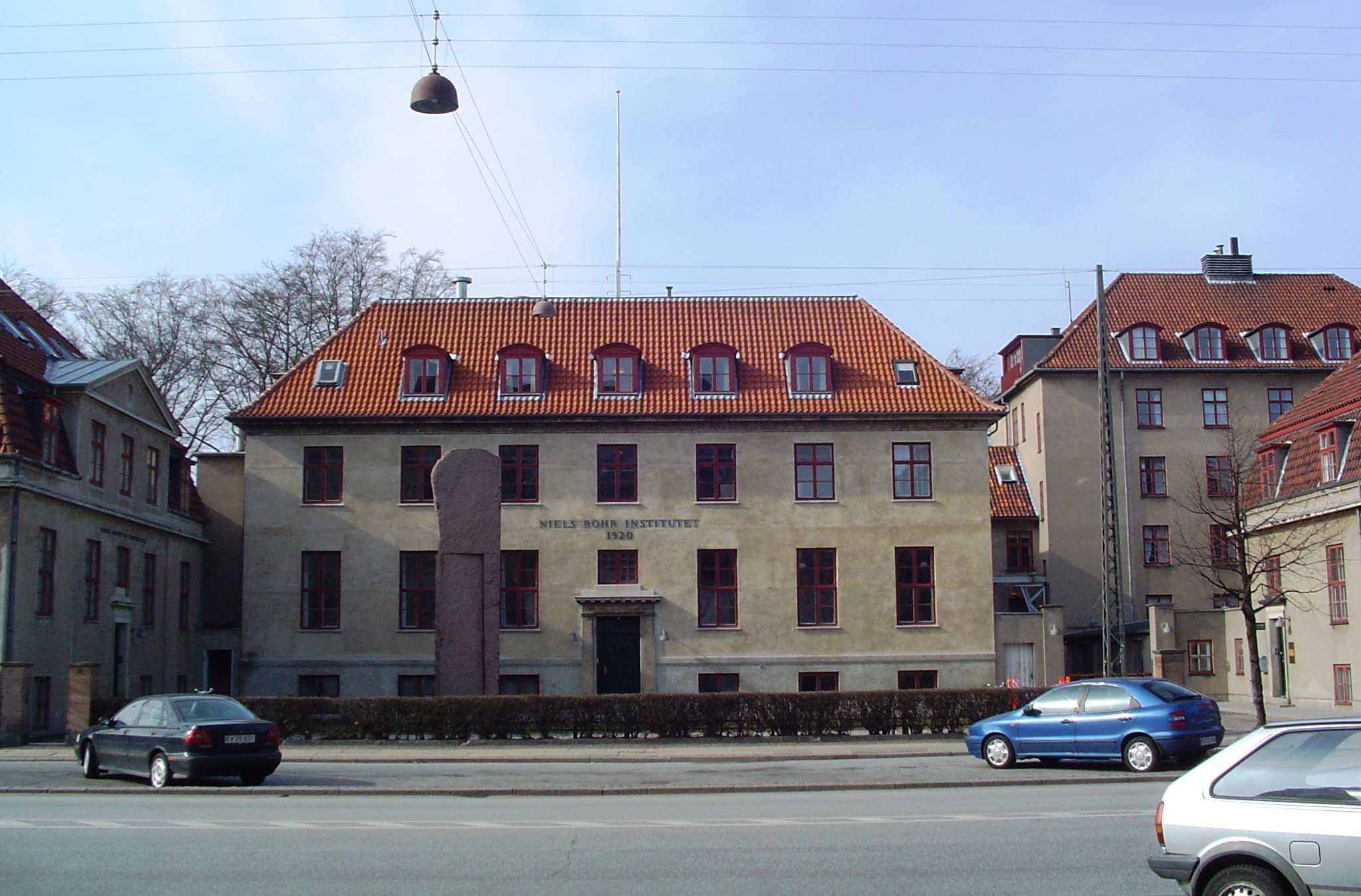
El Instituto Niels Bohr en la Universidad de Copenhague

Escudo de Niels Bohr

Uno de los más famosos estudiantes de Bohr fue Werner Heisenberg, que se convirtió en líder del proyecto alemán de bomba atómica. Al comenzar la ocupación nazi de Dinamarca, Bohr, que había sido bautizado en la Iglesia Cristiana, permaneció allí a pesar de que su madre era judía. En 1941 Bohr recibió la visita de Heisenberg en Copenhague, sin embargo no llegó a comprender su postura; Heisenberg y la mayoría de los físicos alemanes estaban a favor de impedir la producción de la bomba atómica para usos militares, aunque deseaban investigar las posibilidades de la tecnología nuclear.
La obra Copenhague, escrita por Michael Frayn y representada durante un tiempo en Broadway, versaba sobre lo que pudo ocurrir en el encuentro que mantuvieron Bohr y Heisenberg en 1941. En 2002 apareció la versión cinematográfica del libro, dirigida por Howard Davies.
En septiembre de 1943, para evitar que lo detuviera la policía alemana, Bohr se vio obligado a irse a Suecia, desde donde viajó al mes siguiente a Londres, para finalmente dirigirse a Estados Unidos en diciembre. Allí participó en la construcción de las primeras bombas atómicas. Volvió a Dinamarca en 1945.
Después de la guerra, se convirtió en un apasionado defensor del desarme nuclear. Pronunció las conferencias Gifford, en los cursos 1948-1950, sobre el tema Causality and Complementarity. En 1952, Bohr ayudó a crear el Centro Europeo para la Investigación Nuclear (CERN) en Ginebra, Suiza. En 1955, organizó la primera Conferencia Átomos para la Paz en Ginebra.

## Obra y reconocimientos
Fue autor de varios libros de divulgación y reflexión, entre ellos Teoría de los espectros y constitución atómica (1922), Luz y vida (1933), Teoría atómica y descripción de la naturaleza (1934), El mecanismo de la fisión nuclear (1939) y Física atómica y conocimiento humano (1958). En 1970 la editorial Aguilar publicó en español la recopilación Nuevos ensayos sobre física atómica y conocimiento humano 1958-1962.
Bohr fue galardonado en 1922 con el Premio Nobel de Física por sus trabajos sobre la estructura atómica y la radiación, y en 1926 con la Medalla Franklin de Física. También fue el primero en recibir, en 1958, el premio Átomos para la Paz.
El cráter lunar Bohr lleva este nombre en su memoria. De forma análoga, el elemento químico bohrio se denominó así en su honor, al igual que el asteroide (3948) Bohr descubierto por Poul Jensen el 15 de septiembre de 1985.